# Carl Rendahl
Carl Johan Rendahl, född 14 april 1871 i Växjö, död 10 november 1947 i Stockholm, var en svensk lärare och läroboksförfattare.
Carl Rendahl var son till organisten Carl Axel Rendahl och brorson till Claes Rendahl. Efter mogenhetsexamen i Jönköping 1890 blev han filosofie kandidat vid Uppsala universitet 1893. han tjänstgjorde vid Högre realläroverket å Norrmalm i Stockholm 1896–1936, därav som adjunkt i matematik, fysik och kemi från 1902. Rendahl var en skicklig pedagog och författade flera läroböcker, bland annat Praktisk räknebok (1902–1903, tillsammans med E. Carli och A. G. Wihlander), Räknetabeller för läroverken (1910), Trigonometri för läroverken (1911), Algebra för gymnasiet (1915), Analytisk geometri (1924), Algebra och planimetri för latingymnasiet (1931), alla tillsammans med John Hedström, Astronomi (tillsammans med B. Söderborg) och Räknebok för realskolan (1-3, 1929–1933, tillsammans med B. Wahlström och K. Frank). Hans läroböcker utgavs i många upplagor.